# سرای محله
سرای محله نهادی مدنی و شهری است که زیر نظر ستاد مدیریت محله فعالیت می‌کند. نخستین بار شورای اسلامی شهر تهران در برنامه توسعه دوم تهران سال ۱۳۸۸ شهرداری را به ایجاد سرای محله مکلف کرد. پیشتر از آن با راه‌اندازی شورایاری‌ها وجود مکانی که فعالیت‌های محلی در آنجا پیگیری شود احساس می‌شد؛ بر این اساس شهرداری تهران متناسب با امکانات هر محله با احیاء و ساخت فضاهایی به نام سرای محله و تخصیص آن به فعالیت‌های محلی، زمینه‌های عملی شکل‌گیری این نهاد را فراهم کرد. لایحه تشکیل سرای محله مهرماه سال ۱۳۸۸ از سوی شهرداری تدوین برای تصویب به شورای شهر تهران ارائه شد.
از این نهاد نیز به عنوان ابتکاری ایجاد شده از سوی برخی شهرداری‌های کشور یاد شده است، تا بخشی از مدیریت شهری محلات را به اهالی محل واگذار کند. سرای محله رکنی اجرایی است که در کنار انجمن شورایاری به عنوان رکن مشورتی/نظارتی شورای شهر عمل می‌کند. سرای محله نهادی زیر مجموعه شهرداری است که به صورت داوطلبانه توسط اهالی محل اداره می‌شود. سرای محله معمولاً خانه‌هایی را اداره می‌کند که هر کدام به یکی از جنبه‌های فرهنگی، هنری، تفریحی، ورزشی یا دینی در محله اختصاص دارند.
توضیح مختصر
تحقق مردم سالاری دینی و رسیدن به چشم‌انداز شهرداری تهران در افق سال ۱۴۰۴ مستلزم اقدامات پایه‌ای متعددی است که از جمله آن می‌توان به ایجاد و توسعه زیرساخت‌های مشارکتی اشاره نمود. شهر تهران نیز با تمام گستردگی در ابعاد مختلف جغرافیایی، سیاسی، مدیریتی، اقتصادی، فرهنگی، اجتماعی و … نمی‌تواند شاهد روزهای بهتر باشد مگر آنکه شهروندان آن به معنای واقعی حضور فعال‌تر و آگاهانه در برنامه‌ریزی‌های سطوح خرد محله‌ای داشته باشند. تمامی آنچه تحت عنوان شورایاری، مدیریت محله، سیاست‌های محله‌محور و امثالهم مطرح می‌شود مادام که با مشارکت معنادار مردمی همراه نشود اثربخش نخواهد بود.
مدیریت محله در سال ۱۳۸۹ در راستای تحقق این چشم‌انداز و تسهیل در اجرای برنامه‌های شهرداری تهران، در چارچوب سیاست‌ها و مصوبات شورای اسلامی شهر تهران، با تأکید بر جلب، ساماندهی و توسعه مشارکت‌های پایدار، آگاهانه و داوطلبانه شهروندان در اداره امور شهر ایجاد گردید که زمینه‌ساز پیشبرد مأموریت‌های اجتماعی - فرهنگی مدیریت شهری، توسعه پایدار محله‌ای با تأکید بر عناصر هویت (دینی، انقلابی، ملی، محله‌ای)، ترویج سبک زندگی ایرانی- اسلامی و مدیریت تغییرات فرهنگی - اجتماعی از طریق فراهم کردن زمینه حضور مؤثر مردم در تصمیم‌گیری‌ها و اداره امور شهر در مقیاس محله‌ای، باشد.
مدیریت محله در شهر تهران به عنوان نماد تحقق نهاد اجتماعی در مدیریت شهری از اولین سال فعالیت خود، با بهره‌گیری از خرد جمعی و توانایی‌های فکری و مشورتی شورایاران، مدیران و نخبگان محلات شهر تهران در کنار تجربه اجرایی مدیران و کارشناسان خبره شهرداری و بهره‌مندی از همراهی صاحب نظران، اساتید و فرهیختگان و نظارت مسئولانه اعضای شورای اسلامی شهر تهران، تلاش نموده است تا ضمن اجرای برنامه‌ها و مأموریت‌های پیش‌بینی شده ذاتی و محوله خود، با درک اقتضائات و شرایط خاص و عمومی هر محله و توجه به بازخورد فعالیت‌ها و امکان‌سنجی برنامه‌ها، شناخت نیازها و توقعات در کنار آسیب‌شناسی‌های صورت گرفته همزمان بتواند در پویایی و توسعه کمی و کیفی فعالیت‌ها و سامان خود نیز تلاش نماید. آنچه که در این سند و در ادامه می‌آید حاصل بخشی از این تلاش‌هاست.
مدیریت محله؛ بر اساس تعریفی که در دستورالعمل ساماندهی مشارکت‌های اجتماعی در محلات آمده «نهادی مردمی، غیرانتفاعی و خودگردان از لحاظ مالی است که به‌دنبال جلب، ساماندهی و ترویج مشارکت‌های مردمی، توسعه و ارتقای فعالیت‌های فرهنگی و اجتماعی در مقیاس محله‌ای و اداره بهینه مراکز و فعالیت‌های فرهنگی و اجتماعی شهرداری در مقیاس محله‌ای، با تعامل و استفاده از ظرفیت‌های شهرداری تهران و در چارچوب سیاست‌ها و برنامه‌های کلان مدیریت شهری در سطح محلات شهر تهران تشکیل شده و فعالیت می‌نماید» و ساختار آن متشکل است از:
الف) هیئت‌امنای محله.
ب) مدیر محله.
پ) بازرس مالی.
ت) خانه‌ها.
ج) کانون‌ها.
آنچه امروز مدیریت شهری تهران تحت عنوان مدیریت محله، در جهت ساماندهی مشارکت‌های اجتماعی در محلات شهر بیان می‌دارد تا حدی است که در ید قدرت و حیطه اجرایی این نهاد است و البته بر آن است تا با بسترسازی لازم برای حضور دیگر نهادها و سازمان‌های مختلفِ اثرگذار شهری و محله‌ای و به‌خصوص محوریت خود شهروندان؛ این نهاد تازه شکل گرفته مسیر درست و مترقی خود را به گونه‌ای مؤثر و ماندگار طی نماید و صد البته که تکلیف شهرداری تهران در راه حمایت و پشتیبانی از مجموعه مردمی مدیریت محله بیش از هر سازمان دیگری خواهد بود.
در نگاهی گذرا به رویکردها و چشم‌انداز و اهداف مجموعه مدیریت محله کاملاً مشخص است که حضور شهروندان در فرایند تصمیم‌سازی و برنامه‌ریزی محله‌ای دارای بیشترین اهمیت و محور تمامی فعالیت‌هاست. از همین رو در طراحی ساختارهای مدیریت محله، تشکیل خانه‌ها و کانون‌ها – صرف نظر از وجود نهادها و سازمان‌های مردم نهاد محلی- مورد توجه ویژه و محوری قرار داشته است و انتظار می‌رود از این طریق زمینه حضور و مشارکت تخصصی شهروندان و گروه‌های مختلف علاقه‌مند و فعال، در حوزه‌ها و عرصه‌های گوناگون مدیریت شهری بیش از پیش فراهم گردد.

## امکانات در اختیار مدیریت محله
سراهای محله در ۳۴۳ محله از محلات ۳۵۳گانه شهر تهران فعال هستند. مجموعه مساحت این اماکن ۳۰۲۲۶۶ مترمربع و مشتمل بر ۸۴۷ اتاق است. این فضاها توسط مدیران محله‌ها اداره شده و در اختیار خانه‌ها، کانون‌ها و سایر امور مربوط به سرای محله و شورایاران قرار دارند. لازم است ذکر شود که توزیع این اتاق‌ها در سراهای محله‌های مختلف به‌صورت متوازن نبوده و از یک اتاق در یک سرا تا ۲۸ اتاق در سرایی دیگر را در برمی‌گیرد. تعداد ۱۹۰ سالن اجتماعات و سالن آمفی‌تئاتر هم در اختیار سراها قرار دارد. به این امکانات باید تعداد زیادی از اماکن ورزشی ازجمله زمین‌های چمن را نیز اضافه کرد.

## عملکرد ستاد مدیریت محله در دوره پنجم مدیریت شهری
دبیرخانه ستاد مدیریت محله در سیاست‌گذاری و اجرا همواره به دو موضوع توجه ویژه‌ای داشته است، ۱- استقرار نظام تصمیم‌گیری داده‌محور و عمل بر مبنای تحلیل داده‌های حاصل‌شده ۲- سیاست‌گذاری محله‌ای بر مبنای وضعیت اجتماعی محله و انتخاب رویکرد مناسب در محله با توجه به اهمیت هویت محله‌ای و رویکرد «حق به شهر».
در همین راستا دبیرخانه ستاد مدیریت محله در دوره مدیریتی جدید از ابتدا تلاش خود را معطوف به برداشتن موانع مهم فعالیت مشارکتی در محله‌های شهر تهران کرده است. نکته قابل‌توجه در این میان سازوکارهای پیچیده‌ای بود که فعالیت در سطح محله را در انحصار برخی گروه‌های خاص قرار داده بود. مسئله اولویت‌دار، شناسایی این سازوکارها و موانع موجود در مسیر فعالیت مشارکتی بود.
در طول سال‌های ۱۳۹۷ تا ۱۴۰۰ تلاش مستمری شد تا سرای محله درگیر امر توسعه محله‌ای شود و بتواند در فرایندهای برنامه‌ریزی محله‌محور مداخله مستقیم داشته باشد. با همین نگاه تلاش شد که کانون‌های اجتماع‌محور محلی CBO توسعه پیدا کنند.
برای تحقق حضور همه ذینفعان محله‌ای و همچنین برای اینکه سرای محله تبدیل به پاتوقی برای ساکنان شود، اقدامات متناسب در جهت نقش‌آفرینی همه نهادهایی که در شهر خدمت‌رسانی در مقیاس محله‌ای دارند، انجام شد. خانه دوام و ایمنی با حضور بخش‌های مرتبط مثل سازمان پیشگیری و مدیریت بحران، سازمان آتش‌نشانی بایگانی‌شده  در ۱۰ فوریه ۲۰۲۰ توسط Wayback Machine و خدمات ایمنی، جمعیت هلال‌احمر بایگانی‌شده  در ۲۶ ژوئیه ۲۰۱۹ توسط Wayback Machine و…، خانه محیط‌زیست با حضور اداره‌کل محیط‌زیست و توسعه پایدار, اداره‌کل سلامت, سازمان پسماند بایگانی‌شده  در ۹ فوریه ۲۰۲۰ توسط Wayback Machine و… فعالیت‌های خود را آغاز کردند.
با توجه به آنچه گفته شد پیرو سیاست‌ها و اولویت‌های معاونت امور اجتماعی و فرهنگی بایگانی‌شده  در ۶ مه ۲۰۲۱ توسط Wayback Machine شهرداری تهران مسیر حرکتی ستاد مدیریت محله فراهم کردن شرایطی برای تسهیل امور در محله‌ها شد.

## تاریخچه
سرای محله نخستین بار شورای اسلامی شهر تهران در برنامه توسعه دوم تهران سال ۱۳۸۸ شهرداری را به ایجاد سرای محله مکلف کرد. در بند یازده از برنامه توسعه دوم تهران مصوب شورای شهر چنین آماده است: «شهرداری تهران موظف است به‌منظور صیانت و توسعه میراث ارزشمند فرهنگی مبتنی بر ارزش‌های دینی و ملی، ارتقاء کیفیت فراورده‌های فرهنگی و هنری، حمایت از دستاوردها و فعالیت‌های یادشده، همچنین فرهیختگان و هنرمندان نسبت به تهیه برنامه لازم حداکثر ظرف مدت یک سال با مشارکت سایر دستگاه‌های اجرایی ذی‌ربط در چارچوب قوانین و مقررات به شورای اسلامی شهر تهران اقدام نماید» از جمله برنامه‌ها مد نظر تأسیس سرای محله بوده است. پیشتر از آن با راه‌اندازی شورایاری‌ها وجود مکانی که نهاد شورایاری‌ها بتوانند فعالیت‌های‌شان را در آنجا پی بگیرند احساس می‌شد؛ بر این اساس شهرداری تهران متناسب با امکان‌های هر محله با احیاء و ساخت فضاهایی به نام سرای محله و تخصیص آن به فعالیت‌های محلی، زمینه‌های عملی شکل‌گیری این نهاد فراهم شد. لایحه تشکیل سرای محله مهرماه سال ۱۳۸۸ از سوی شهرداری تدوین برای تصویب به شورای شهر تهران ارائه شد. محمدهادی ایازی، معاون وقت امور اجتماعی و فرهنگی شهرداری دربارهٔ این لایحه گفته بود: «با ۸ ماده دربارهٔ تعاریف، ارکان، تشکیل و فعالیت کارگروه‌های تخصصی زیر نظر شهردار محله، شرایط احراز سمت شهردار محله، انتصاب، وظایف کارگروه‌های تخصصی، بهره‌برداری از امکانات و آیین‌نامه‌های اجرایی به شورای شهر تهران ارائه شده است که در هر بخش نیز به تفصیل دربارهٔ وظایف صحبت شده است.». به‌رغم مخالفت‌هایی با آن سرانجام فوریت بررسی لایحه تشکیل سرای محله در مهرماه ۱۳۸۸ در دوره سوم شورای اسلامی تهران به تصویب رسید؛ فعالیت‌های سرای محله و تأسیس آن در محله‌های شهر تهران اواخر دهه هشتاد خورشیدی اوج می‌گیرد و معاون امور اجتماعی و فرهنگی وقت شهرداری تهران از احداث ۳۷۴ سرای محله خبر داده بود.

## اهداف و وظایف
بر اساس گزارش سامانه ستاد مدیریت محله وظایف متعددی از سرای محله‌ها انتظار می‌رود. همچنین ستاد مدیریت محله به عنوان نهاد بالای دستی سراهای محله دارای وظایف و ماموریت‌هایی در قبال سراهای محله هست.
اهداف سرای محله
- پیگیری مشکلات محله و مطالبات مردمی در حوزه فرهنگی و اجتماعی، از طریق مراجع ذی‌صلاح و مطابق ضوابط و مأموریت‌ها
- ایجاد زمینه، تسهیل و گسترش مشارکت شهروندان در مدیریت شهری در مقیاس محله
- ایجاد بستر مناسب جهت فعالیت سازمان‌های مردم نهاد
- توسعه مناسبات مشارکت محور در اداره امور شهر از طریق به‌کارگیری آرای آزادانه شهروندان محله
- ایجاد بستر مناسب برای گروه‌های اجتماعی مختلف برای مشارکت در اداره امور شهر و تحقق «حق بر شهر» در مقیاس محله‌ای
- کمک به شناسایی، کنترل و پیش‌گیری از آسیب‌های اجتماعی در مقیاس محله‌ای
- تقویت حس تعلق و هویت شهری و محله‌ای
- تمرکز زدایی از مدیریت شهری در حوزه‌های تصمیم‌سازی و اجرا و ایجاد امکان برای توسعه مدیریت مشارکتی
- ایجاد زمینه در جهت ارتقای حقوق شهروندی
- کمک به ارتقا سلامت شهروندان
- تبدیل فضاهای سرای محله به مکانی برای فعالیت‌های عام‌المنفعه و جمعی شهروندان و سازمان‌های مردم نهاد محله‌ای

همچنین مستند به تبیینی دیگر و بر اساس دیدگاه شورای اسلامی شهر تهران اهداف سرای محله به این شرح عنوان شده است.
- افزایش مشارکت مردمی در اداره شهر از طریق به‌کارگیری توانمندی و ظرفیت مادی و معنوی آنان و استفاده مثبت از امکانات محله
- ایجاد رکنی اجرایی در سطح محله متناسب با رکن مشورتی و نظارتی انجمن شورایاری
- افزایش اعتماد و ارتباط متقابل بین شهرداری و ساکنین محله
- تطابق هر چه بیشتر تصمیمات، برنامه‌ها و فعالیت‌های شهرداری با خواست و مطالبه واقعی مردم
- تلاش در جهت احیاء و برجسته کردن هویت و جایگاه محله
- افزایش همکاری میان شهروند و شهرداری برای انجام فعالیت‌های مختلف فرهنگی، اجتماعی و رفاهی

وظایف ستاد مدیریت محله
- شناسایی مشکلات، چالش‌ها و نارسایی‌های مدیریت محله و برنامه‌ریزی و سیاست‌گذاری در جهت حل و کاهش آنها
- تدوین و تصویب آیین‌نامه‌ها، شیوه نامه‌ها و دستورالعمل‌های مورد نیاز و ابلاغ به مجموعه‌های مرتبط
- تدوین ضوابط و سیاست‌گذاری در خصوص چگونگی و سازوکار انتخاب ارکان و ساختار مدیریت محله شامل مدیران محلات، دبیرخانه ستاد راهبری در مناطق، خانه‌ها و کانون‌ها
- سیاست گذاری در رابطه با سراهای با تراز مالی منفی با رویکرد کاهش نابرابری در ارائه خدمات فرهنگی و اجتماعی در محلات شهر تهران
- برنامه‌ریزی به منظور ساخت، توسعه و تجهیز سرای محلات و سایر فضاهای واگذار شده به مدیریت محله
- دریافت، بررسی و اظهار نظر در خصوص گزارش عملکرد مناطق در حوزه ساماندهی مشارکت‌های اجتماعی
- مطالعه، بررسی و پژوهش در خصوص مسائل، مشکلات، راهکارهای ارتقاء کمی و کیفی مدیریت محله
- برنامه‌ریزی و پیگیری برای حل اختلافات و رسیدگی به شکایات، پاسخگویی به استعلامات و راهبری حقوقی و قانونی مدیریت محله
- تدوین ضوابط انضباطی و بازدارنده در جهت جلوگیری از فساد و انحراف احتمالی مالی و اداری
- نظارت و ارزیابی ساختارها، فرایندها، تعاملات، نوع عملکرد و برنامه‌های مرتبط با حوزه ساماندهی مشارکت‌های اجتماعی در محلات
- نظارت یا اعمال مدیریت بر نحوه هزینه از محل ردیف اعتبار نگهداشت ساختمان‌های سراهای محله در بودجه شهرداری‌های مناطق
- نظارت بر نحوه عملکرد دبیرخانه ستاد راهبری در منطقه
- تهیه و تدوین شاخص‌های ارزیابی و رده‌بندی سراهای محله

## فعالیت‌های سرای محله
در سرای محله مراکزی مانند خانه سلامت، خانه فرهنگ، خانه محیط زیست، مراکز پرتو، فرآموز و… همچنین شورایاری‌ها و نیز سمن‌ها و انجمن و تشکل‌های مردم نهاد فعالیت می‌کنند. تخصیص بخشی از فعالیت‌های سرای محله به کلاس‌های آموزشی مانند کلاس‌های ایروبیک، پیلاتس، لاغری موضعی و بادی بالانس در سالن ورزشی سرا، کلاس زبان انگلیسی، قلاب بافی و بافتنی، انواع اردور و، انواع ژله تزریقی تزیینی، سالاد و دسر، نقاشی با موزاییک شکسته و گلیم بافی از دیگر فعالیت‌های این مراکز است.
در خرداد ماه ۱۴۰۰ در آئین‌نامه خانه‌ها و کانون‌های سرای محله بازنگری انجام شد. بر اساس گزارش سامانه محله من (اینجا) مهدی شیرزاد رئیس دبیرخانه ستاد ستاد راهبری مرکزی ساماندهی مشارکت‌های اجتماعی در محلات شهر تهران (به اختصار ستاد مدیریت محله) با اشاره به فعالیت‌های داوطلبانه در سرای محلات گفت: آئین‌نامه خانه‌ها و کانون‌های سرای محلات در راستای ساماندهی خانه و کانون‌ها مورد بررسی قرار گرفت و پس از گفتگوهای لازم با بخش‌های مرتبط آیین‌نامه جدید آماده و ابلاغ شد. در ساختار خانه‌های ۱۱گانه سراهای محلات بازنگری صورت گرفت تا خانه‌ها، رکنی از توسعه محلات را تشکیل دهند و تعداد آن‌ها با توجه به ظرفیت محله و به فراخور نیاز آن تشکیل شود.
در فرمت کنونی برای هر سرای محله سه خانه عمومی شامل خانه سلامت، خانه جامعه و فرهنگ و خانه دوام و ایمنی پیش‌بینی شده تا حداقلی از خدمات به شکل تضمین شده در همه محلات تهران ارائه گردد. به هر سرای محله اختیار داده شده تا متناسب با ظرفیت‌ها و توانایی‌های محلی، حداکثر ۵ خانه اختصاصی داشته باشد. همچنین در این آیین‌نامه ۱۰ خانه به عنوان پیشنهاد برای تشکیل خانه‌های اختصاصی معرفی شده است. اگر محله‌ای خارج از این عناوین خواستار تشکیل خانه جدیدی بود، می‌تواند با طی مراحل ذکر شده، با دریافت مجوز لازم خانه جدید ایجاد کند. کانون‌ها بر مبنای خواست و اقتضائات محلی ذیل خانه‌ها تشکیل می‌شود. توسعه فعالیت‌ها یک خانه و ایجاد ظرفیت مشارکتی در محله می‌تواند نقطه شروعی برای تأسیس یک خانه در سرای محله باشد. چنانچه کانونی، طبق آیین‌نامه شرایط تبدیل شدن به خانه را داشته باشد، پیشنهاد می‌شود به عنوان یک خانه اختصاصی فعالیت نماید.

## رویدادهای مرتبط
سرای محله از آغاز فعالیت در دهه هشتاد خورشیدی تا واپسین سال‌های سده ۱۳۰۰ فراز و فرودهایی را از سر گذرانده است.
نقد
سرای محله از آغاز شکل‌گیری محل مناقشه و نقد گروه‌های مختلف اعم از کارشناسان و برخی اعضاء شورای شهر تهران بوده است. از جمله نقدهای وارده شده می‌توان به موارد زیر اشاره کرد.
- عدم تناسب فعالیت‌های سرای محله با اهداف تعریف شده و همچین موازی‌کاری با خانه‌های فرهنگ و فرهنگسراها و … عنوان شده است.[۱۶]
- عدم سازماندهی مناسب سرای محله[۱۷]

واگذاری به بخش خصوصی
اواخر دهه نود خورشیدی مدیریت شهری به صرافت واگذاری مدیریت سرای محله‌ها به بخش خصوصی افتاد. طرح و ایده‌ای که با موافقت‌ها و مخالفت‌های متعددی همراه بوده است. ایده‌ای که برخی آن را باعث نابودی مدیریت محلی می‌دانند و برخی دیگر می‌گویند می‌تواند به کارآمدتر شدن سرای محلات کمک کند.
فروش سرای محله به پیمانکاران طلبکار
بر اساس گزارش‌های منتشر شده در دوره مدیریت محمدباقر قالیباف بر شهرداری تهران برخی از سرای‌های محل به عنوان بدهی به پیمانکاران طلبکار داده شده است. بر اساس روایت به دست آمده از «گزارش نظارتی عملکرد سرمایه یی شهرداری تهران» تدوین شده از سوی کمیسیون برنامه و بودجه شورای شهر در سال ۱۳۹۳ برخی از سراهای محله به طلبکاران به جای بدهی شهرداری ارائه شده است. در این گزارش آمده است: «پروژه سرای محله آشتیانی در منطقه ۱۳، به عنوان بدهی به پیمانکار آن واگذار شده است، یعنی شهرداری تهران به دلیل نداشتن بودجه سرای محله یی که متعلق به مردم بوده را به فردی حقیقی به عنوان پیمانکار طلبکار داده است. در این بند از گزارش دربارهٔ این واگذاری غیرقانونی عنوان شده بود فروش پروژه به پیمانکاران برای پرداخت بدهی آنان فاقد توجیه کارشناسی است. سرای محله آشتیانی منطقه ۱۳ که در سال ۹۱ به صورت نیمه تمام رها شده بود و در سال ۹۲ هم اعتباری نداشته، از اعتبار پروژه کودکان بهمن تکمیل و به عنوان بدهی به پیمانکار واگذار شده است.»
سرای محله آشتیانی در منطقه ۱۳ در حال حاضر با رفع مشکلات در حال ارائه خدمات به شهروندان است.
بهره‌برداری سیاسی
بر اساس گزارش در دوره‌هایی افراد فعال در نهادهای محلی مانند سرای محله و شورایاری‌ها در مقاصد سیاسی بسیج شدند. او در این باره می‌گوید: «در خیلی از زمان‌ها، به ویژه در زمان انتخابات، به مجموعه مدیریت محله و شورایاری، کسانی به چشم سازمان رای، برخی به عنوان سازماندهی سیاسی و برخی به عنوان سیاهی لشکر و جمعیت‌های اتوبوسی نگاه می‌کردند.»
معضلات حقوقی سرای محله
در سال ۱۳۸۹ «سراهای محله» در چهارچوب سیاست‌ها و مصوبات شورای اسلامی شهر تهران با تأکید بر جلب، ساماندهی و توسعه مشارکت‌های پایدار، آگاهانه و داوطلبانه شهروندان در اداره امور تهران ایجاد شد. مدیریت محله بر اساس تعریفی که در دستورالعمل ساماندهی مشارکت‌های اجتماعی در محله‌های شهر تهران آمده است: «نهادی مردمی، غیرانتفاعی و خودگردان از لحاظ مالی است که به دنبال جلب، ساماندهی و ترویج مشارکت‌های مردمی، توسعه و ارتقاء فعالیت‌های فرهنگی و اجتماعی در مقیاس محله‌ای و اداره بهینه مراکز و فعالیت‌های فرهنگی و اجتماعی شهرداری در مقیاس محله‌ای با تعامل و استفاده از ظرفیت‌های شهرداری تهران و در چهارچوب سیاست‌ها و برنامه‌های کلان مدیریت شهری در سطح محلات شهر تهران تشکیل‌شده و فعالیت می‌نماید.» نهاد مدیریت محله علیرغم برخی دستاوردهای مهم و گستردگی امکانات و زیرساخت‌هایی که در اختیار آن قرار دارد، با برخی چالش‌های بسیار مهم مواجه است. یکی از مهم‌ترین چالش‌ها، وضعیت حقوقی این نهاد است. با این توضیح که جایگاه و شخصیت حقوقی سراهای محله مشخص نیست و به دلیل فقدان شخصیت حقوقی مستقل و عدم وابستگی به شهرداری تهران، با مشکلات اجرایی و قانونی عدیده‌ای روبرو است.

## شهرهای دارای سرای محله
تهران
تقریباً تمام محله‌های شهر تهران سرای محله دارند. شهرداری تهران وب‌گاهی را به نام محله من به آدرس https://mahalle.tehran.ir/%5Bپیوند+مرده%5D می‌گرداند که در آن جزئیات مربوط به سرای محله همه محله‌های شهر به تفکیک محله ارائه شده است.
رشت
اهواز